# Vulcan Motor

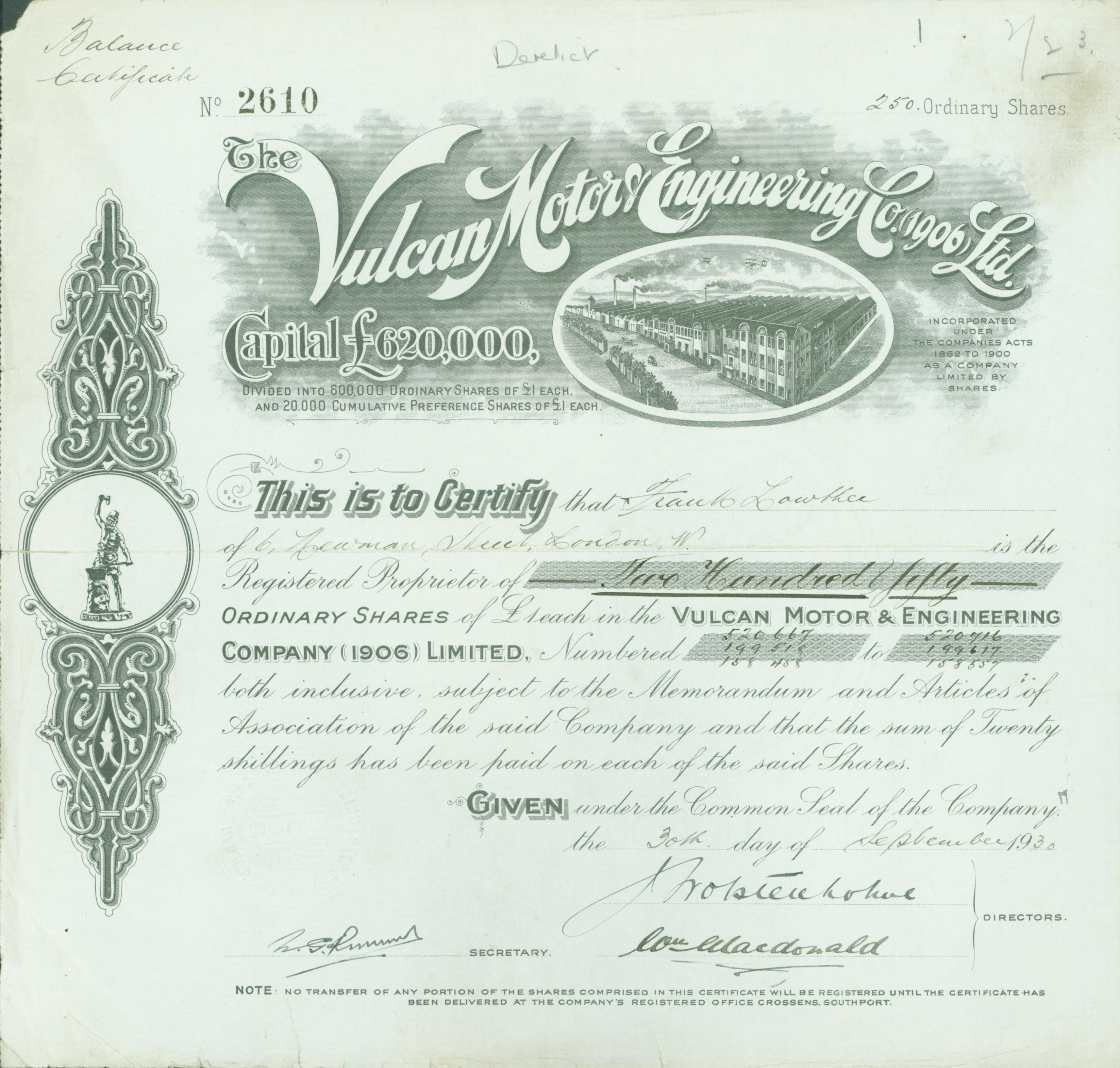
Aktie der Vulcan Motor & Engineering Company vom 30. September 1930

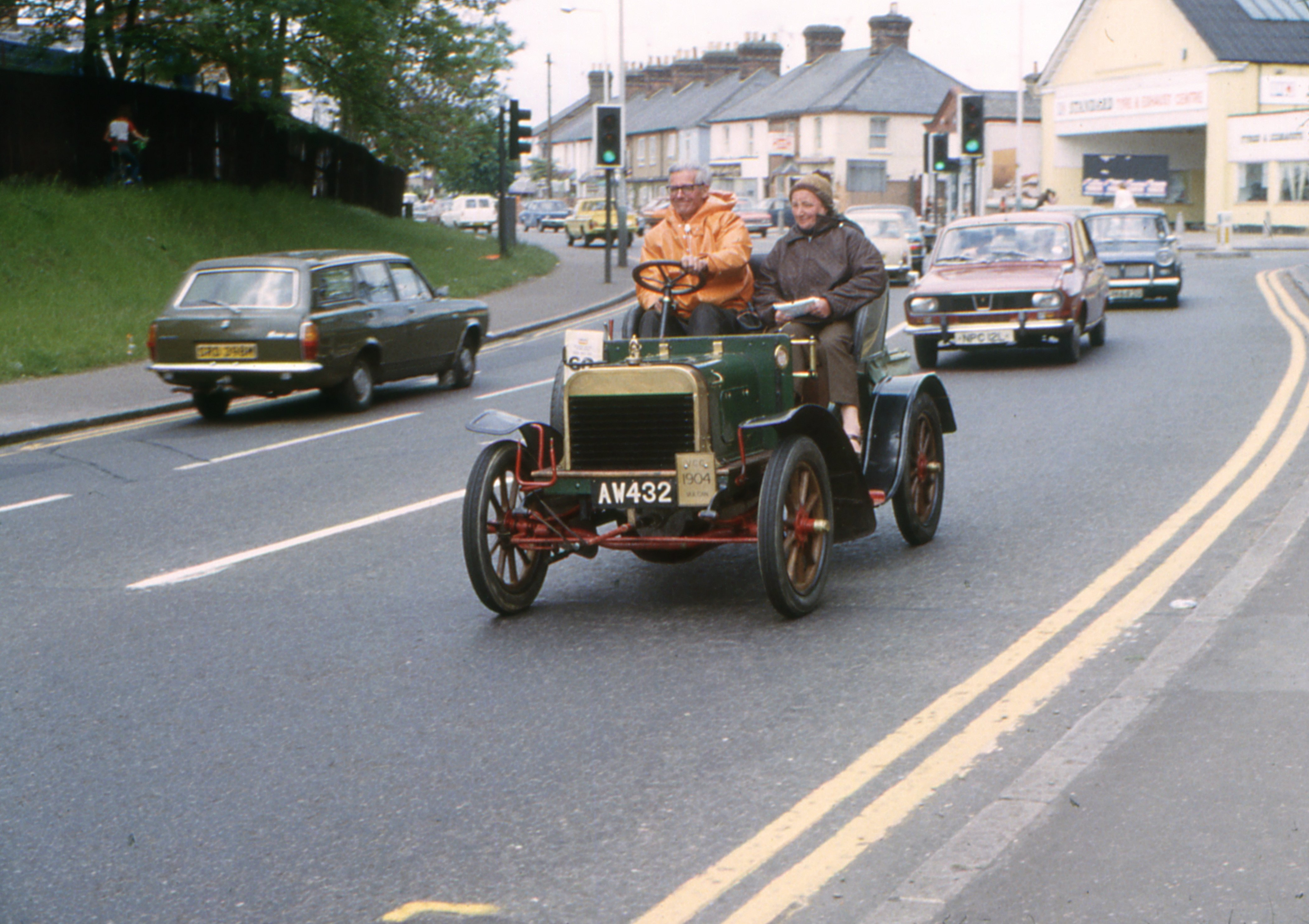
Vulcan von 1904

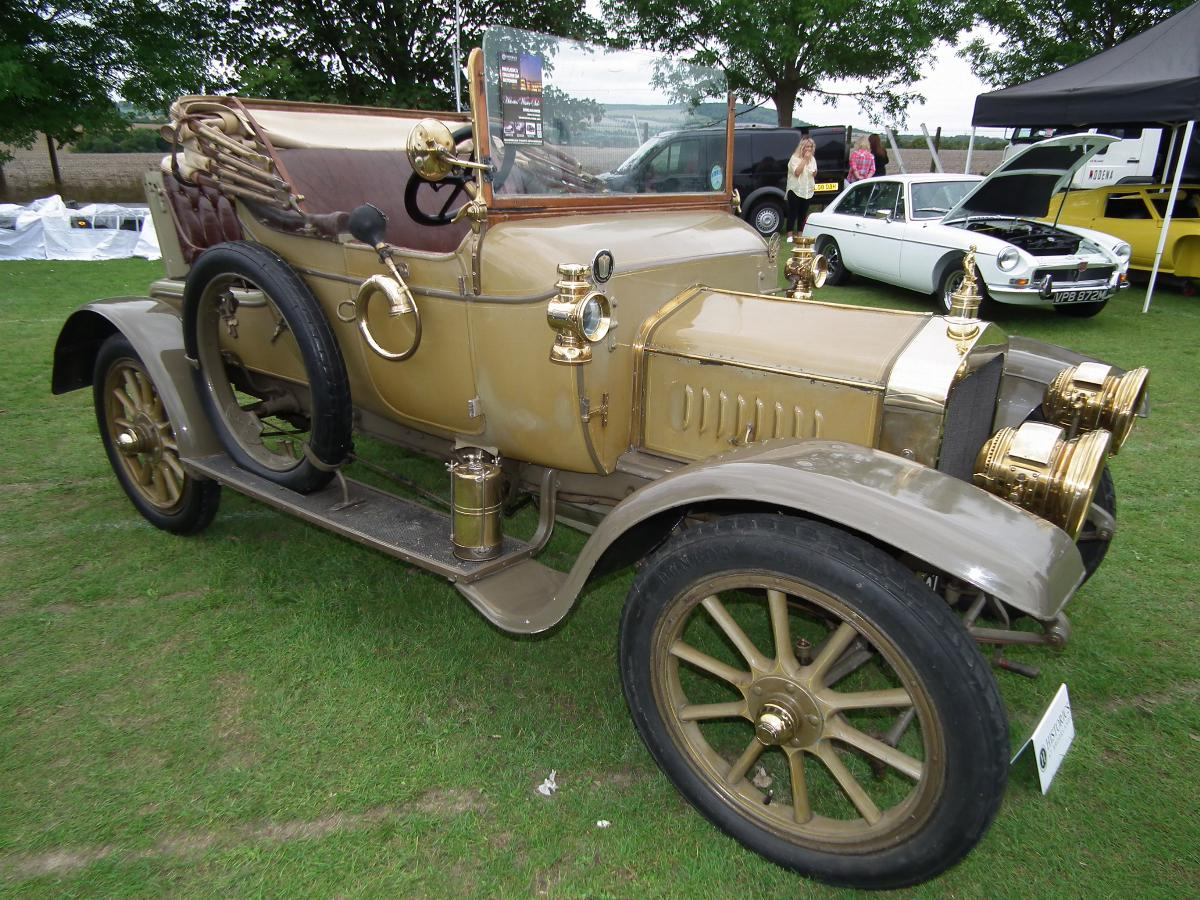
Vulcan von 1911

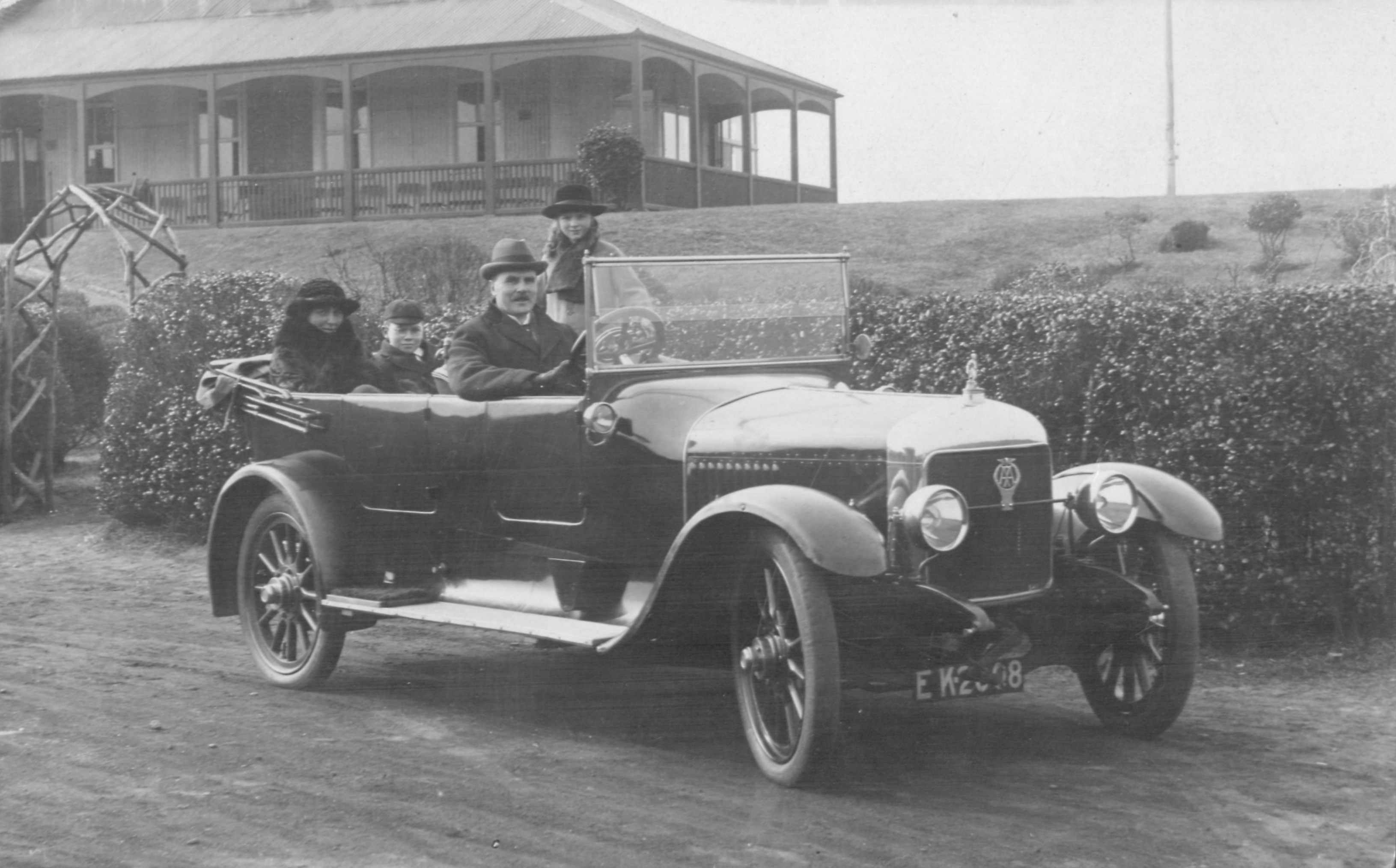
Vulcan von 1922

Die Vulcan Motor and Engineering Co Limited war ein britischer Hersteller von Automobilen und Nutzfahrzeugen aus Southport, Lancashire. Im Jahr 1902 gegründet, geriet das Unternehmen in den 1920er und 1930er Jahren in finanzielle Schwierigkeiten und wurde 1936 liquidiert. Der Markenname und die Produktionseinrichtungen gingen an Tilling Stevens über. Am Standort Maidstone wurde die Produktion bis 1953 fortgeführt. In diesem Jahr wurde Tilling Stevens von der Rootes Group übernommen und die Produktion von Fahrzeugen der Marke Vulcan endgültig eingestellt.

## Unternehmensgeschichte
Das Unternehmen Vulcan Motor Manufacturing and Engineering Co Limited begann 1902 mit der Produktion von Automobilen. 1906 erfolgte eine Umbenennung in Vulcan Motor and Engineering Co Limited. Das Unternehmen produzierte Personen- und Lastkraftwagen in geringen Stückzahlen. In den 1920er Jahren geriet das Unternehmen in finanzielle Schwierigkeiten, die zur Einstellung der Pkw-Produktion führten. Die Probleme setzten sich in den 1930er Jahren fort, so dass die Liquidierung 1936 nicht mehr abgewendet werden konnte. Der Grundbesitz und die Gebäude gingen an J. Brockhouse, der ein Unternehmen zur Herstellung von Fahrzeuganhängern besaß. Der Markenname und die Produktionsrechte wurden von Tilling Stevens erworben. Tilling Stevens überführte die Produktion nach Maidstone, den Standort des Unternehmens und setzte die Produktion unter dem Markennamen Vulcan fort. Ein neues Lkw-Modell sollte auf der Commercial Motor Show 1939 vorgestellt werden, die wegen Ausbruchs des Zweiten Weltkrieges jedoch abgesagt wurde. Das Unternehmen erhielt jedoch 1941 vom Ministry of Transport die Genehmigung, den Typ für zivile Abnehmer zu bauen. 1953 wurde Tilling Stevens von der Rootes Group übernommen. Da sich im Verbund der Gruppe mit Commer und Karrier bereits zwei Nutzfahrzeughersteller befanden, bestand kein Bedarf an einer weiteren Typenreihe. Die Produktion wurde der von Vulcan entwickelten Lkw wurde eingestellt und der Markenname nicht mehr genutzt.

## Personenkraftwagen
| Modell   | Bauzeit   | Zylinder | Hubraum cm³   |
| 6 HP     | 1903      | 1        | 628           |
| 10 HP    | 1904      | 2        | 1431          |
| 10 HP    | 1905      | 2        | 1526          |
| 12 HP    | 1905      | 4        | 2212          |
| 18 HP    | 1905      | 4        | 3053          |
| 10 HP    | 1906–1909 | 2        | 1356          |
| 14 HP    | 1906–1907 | 4        | 2799          |
| 18/20 HP | 1906–1910 | 4        | 3923          |
| 25/30 HP | 1906–1908 | 4        | 4680          |
| 30 HP    | 1907–1910 | 6        | 4785          |
| 10/12 HP | 1908–1909 | 2        | 1961          |
| 20 HP    | 1908–1910 | 4        | 3923          |
| 25 HP    | 1908–1910 | 4        | 4398          |
| 35 HP    | 1908–1910 | 6        | 5885          |
| 12 HP    | 1909      | 4        | 2172          |
| 16 HP    | 1909      | 4        | 3190          |
| 15.9 HP  | 1911–1912 | 4        | 2413          |
| 23.8 HP  | 1911      | 6        | 3620          |
| 10/12 HP | 1912      | 4        | 1944          |
| 19.6 HP  | 1912      | 4        | 2489          |
| 25/30 HP | 1912      | 6        | 4479          |
| 10/15 HP | 1913–1914 | 4        | 2409          |
| 15/20 HP | 1913      | 4        | 3012          |
| 15.9 HP  | 1914      | 4        | 3610          |
| 15/20 HP | 1914      | 4        | 3817          |
| 8 HP     | 1915      | 4        | 1455          |
| 15 HP    | 1915      | 4        | 2409          |
| 15/20 HP | 1915      | 4        | 2610          |
| 20/28 HP | 1915      | 4        | 3817          |
| 20/25 HP | 1919–1920 | 8        | 3500          |
| 12 HP    | 1920–1924 | 4        | 1795          |
| 14 HP    | 1920      | 4        | 2121          |
| 16 HP    | 1920–1922 | 4        | 2614          |
| 20/50 HP | 1920      | 4        | 3686          |
| 9 HP     | 1921–1922 | 2        | 1018          |
| 14 HP    | 1921      | 4        | 2297          |
| 20 HP    | 1921–1924 | 4        | 3686          |
| 10 HP    | 1922–1923 | 2        | 1400          |
| 20 HP    | 1922      | 4        | 3309 und 3562 |
| 12 HP    | 1925      | 4        | 1496          |
| 14/40 HP | 1928      | 6        | 1696          |
| 16/60 HP | 1928      | 6        | 1990          |

Ein Fahrzeug dieser Marke war im Museum of Irish Transport in Killarney zu besichtigen.

## Lastkraftwagen

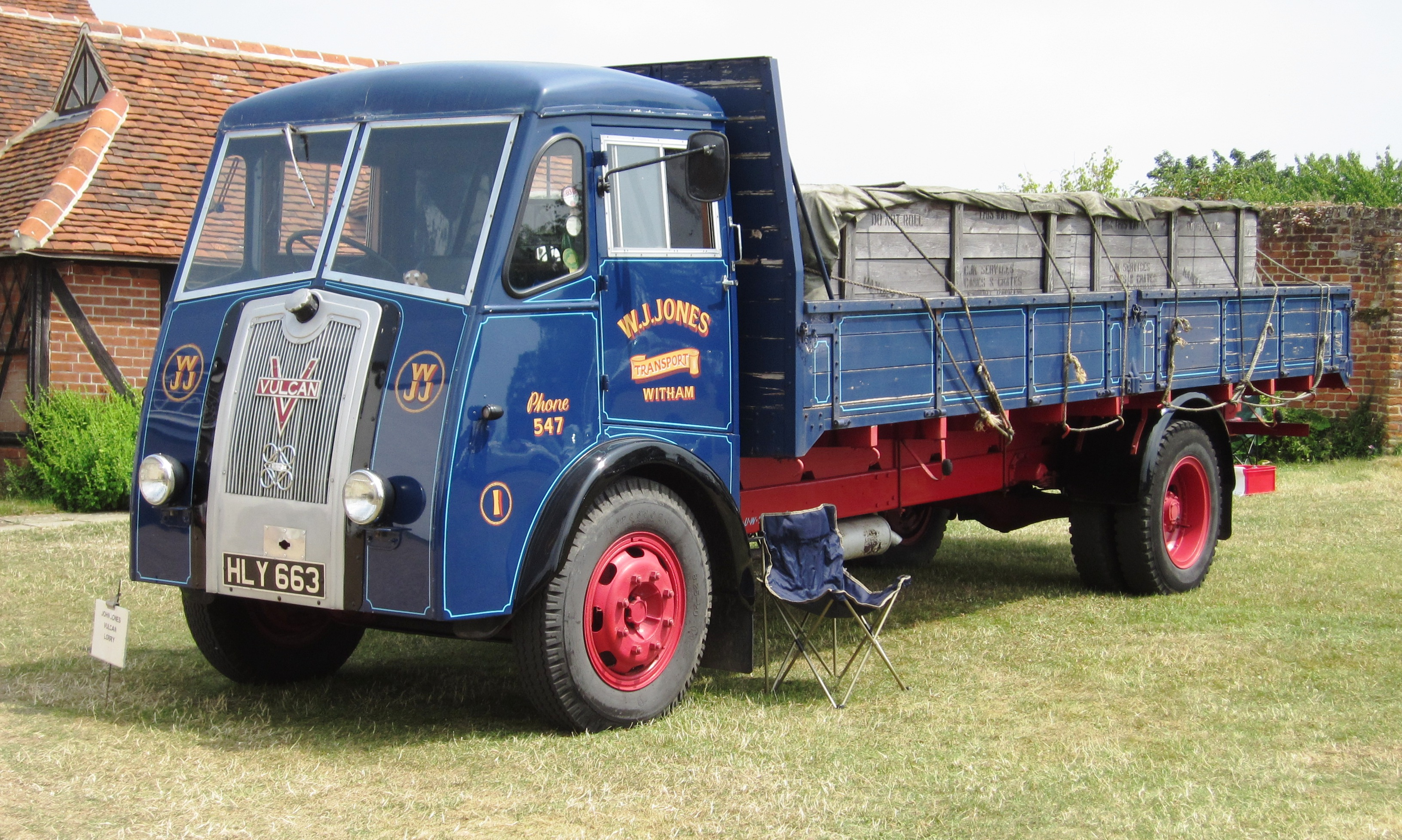
Vulcan 6VF

Das Unternehmen produzierte in den 1910er und 1920er Jahren eine Reihe unterschiedlicher Lkw-Typen für Nutzlasten von 30 cwt bis 5 tons. Dabei wurden sowohl konventionelle Langhauber als auch Frontlenkerfahrzeuge gefertigt. Die Stückzahlen blieben, nicht zuletzt wegen der wirtschaftlichen Schwierigkeiten, jedoch gering. Zum Zeitpunkt der Übernahme durch Tilling Stevens wurden Lkw für Nutzlasten von 2,5, 3 und 5 tons produziert. Dabei handelte es sich um Frontlenker, die mit Motoren verschiedener Hersteller angeboten wurden. Ab 1932 war auch ein bei Vulcan selbst entwickelter Motor verfügbar. Auf den Chassis wurden auch Sonderfahrzeuge, wie zum Beispiel Müllwagen und Kehrmaschinen, aufgebaut. Die Lkw-Fahrgestelle wurden auch zum Aufbau von Reise- (coach) und Linienbussen (bus) genutzt. Auf das kleinste Fahrgestell für 2 tons Nutzlast wurde schon 1922 ein Busaufbau mit 22 Sitzplätzen gesetzt. Im Jahr 1932 erschien der Brisbane mit 32 Sitzplätzen. Dieser Bus bekam den von Vulcan entwickelten Motor mit 6,6 l Hubraum. Größter Bus war der 1930 erschienene Emperor, ein Doppeldeckerbus.
Unter der Führung von Tilling Stevens wurde der 6VF entwickelt, ein modernes Frontlenkerfahrzeug für 6 tons Nutzlast. Der Lkw wurde mit verschiedenen Otto- und Dieselmotoren angeboten. Die mit dem neuen Modell verbundenen Hoffnungen zerschlugen sich zunächst, da die Commercial Motor Show 1939, auf der das Fahrzeug vorgestellt werden sollte, wegen Ausbruchs des Krieges abgesagt wurde. Viele Betriebe der britischen Nutzfahrzeugindustrie wurden auf die Produktion von Rüstungsgütern umgestellt. 1941 gelang es dem Unternehmen jedoch, vom Ministry of Transport eine Produktionserlaubnis für den zivilen Markt zu erhalten. Der 6VF erfreute sich bei den britischen Speditionsunternehmen großer Nachfrage, da er praktisch das einzig verfügbare moderne Fahrzeug darstellte. Die während des Krieges produzierten Fahrzeuge wurden von einem Vierzylindermotor mit einer Leistung von 78 bhp angetrieben. Wegen der kriegsbedingten Materialknappheit wurden die Fahrzeuge mit vielen unterschiedlich gestalteten Kühlergrills ausgeliefert.
Nach dem Ende des Krieges wurde das Fahrzeug zunächst unverändert weiter produziert, lediglich das Führerhaus wurde einem Facelift unterzogen. Da mit dem Superpoise von Commer und dem Bantam von Karrier bereits Fahrzeuge der entsprechenden Größenklasse im Unternehmensverbund produziert wurden, bestand nach der Übernahme durch die Rootes Group kein Bedarf an der Fortführung der Produktion. 1953 wurde der letzte Lkw von Vulcan montiert, die Marke wurde auch später von den Unternehmen der Rootes Group nicht wieder genutzt.